# Sexualhormone

Biosynthese der Steroidhormon

Als Sexualhormone, Keimdrüsenhormone oder Geschlechtshormone werden Hormone bezeichnet, die Anteil an der Gonadenentwicklung, Ausprägung der Geschlechtsmerkmale und Steuerung der Sexualfunktionen haben. Sexualhormone werden aufgrund ihrer Wirkungsweise als solche klassifiziert und stellen keine einheitliche Stoffklasse dar; sie umfassen beispielsweise Steroidhormone (beziehungsweise deren Steroidrezeptor) als auch bestimmte Proteine. Damit sind im weiteren Sinne auch jene übergeordneten Hormone einbegriffen, die über das Hypothalamus-Hypophysen-System die hormonellen Vorgänge steuern.
Die chemische Konstitution der von ihm dargestelltenen Sexualhormone Estron und Androsteron publizierte erstmals Adolf Butenandt in den Jahren 1929 bis 1932.
Auch wenn im Folgenden nach Geschlecht differenziert wird, muss angemerkt werden, dass es keine geschlechtsspezifischen Hormone gibt. Der Unterschied zwischen den Geschlechtern besteht vielmehr darin, dass die Menge an produzierten und freien Sexualhormonen sowie die Reaktivität des Körpers auf die Sexualhormone stark variiert.

## Sexualhormone der Frau

Blutserum Referenzwerte über den Gehalt an Östradiol (dem Hauptöstrogen), Progesteron, FSH und LH während des Menstruationszyklus.

In erster Linie sind Estrogene und Gestagene zu erwähnen.
Hypothalamus:
- von GnRH-Neuronen ausgeschüttete Gonadotropin-releasing-Hormon (GnRH)

Hypophyse:
- FSH (Follikelstimulierendes Hormon)
- LH (Luteinisierendes Hormon)

Ovarien (Eierstöcke):
- Estrogene
- Gestagene (Gelbkörperhormone)

Plazenta (Mutterkuchen):
- hCG (Schwangerschaftshormon)

## Sexualhormone des Mannes

Hypothalamisch-, Hypophysisch-, testikulärer Hormonregelkreis beim Mann

Hier spielen Androgene die wichtigste Rolle, zu deren wichtigsten Vertretern Testosteron zählt.
Hypothalamus:
- von GnRH-Neuronen ausgeschüttete Gonadotropin-releasing-Hormon (GnRH)

Hypophyse:
- FSH (Follikelstimulierendes Hormon)
- LH (Luteinisierendes Hormon)

Hoden:
- Androgene
- Androstenon

## Künstliche Sexualhormone
Synthetische Sexualhormone sind einerseits Abkömmlinge der natürlichen Estrogene und Gestagene und werden zum Zweck der Empfängnisverhütung (Kontrazeption) eingesetzt; andererseits kann es sich um Derivate der Androgene handeln, dann ist Anabolismus das Ziel.
Bei der Behandlung von Jugendlichen mit Genderinkongruenz werden, häufig nach Vergabe von Pubertätsblockern, verstärkt männliche oder weibliche Sexualhormone verwendet. Untersuchungen der Auswirkung von moderater Qualität ergaben, dass sich das mentale Befinden möglicherweise verbessert. Hochqualitative Forschung zu diesem Thema gibt es aber nicht und es besteht ein dringender Bedarf nach belastbaren Forschungsergebnissen zu diesem Thema. Über andere Ergebnisse der Vergabe können keine Schlüsse gezogen werden. Der Cass-Report rät vor ihrer Verwendung bei unter 18-jährigen ab.